# Kronika wszytkiego świata
Kronika wszytkiego świata – kronika Marcina Bielskiego wydana w 1551 w Krakowie.
Pełny tytuł pierwszego wydania brzmiał: Kronika wszytkiego świata na sześć wieków, monarchie czterzy rozdzielona, z kosmografią i z rozmaitemi królestwy, tak pogańskiemi, żydowskiemi, jako i krześcijańskiemi, z Sybillami i proroctwy ich, po polsku pisana, z figurami, w której też żywoty cesarskie, papieskie i tych królów z ich królestwy, asyryjskich, egipskich, żydowskich, greckich, perskich, tureckich, węgierskich, czeskich i inych królów, książąt, jako inych przełożonych, od początku świata aż do tego roku, który się pisze 1551, są wypisane, między któremi też nasza Polska na ostatku z osobna jest wypisana. Za życia autora kronika była wznawiana dwukrotnie: w 1554 i 1564 (od tego wydania zmieniony tytuł rozpoczynał się od Kronika, to jest Historia świata...). W 1597 syn Marcina, Joachim, wydał Kronikę polską –  przeredagowaną i uzupełnioną przez siebie do 1586 wersję kroniki Marcina Bielskiego.
Kronika rozpoczyna się od historii Starego Testamentu. Uzupełniona jest historią starożytnego Rzymu i starożytnej Grecji. Następnie ukazuje wydarzenia Nowego Testamentu. Później przechodzi do  średniowiecza (papiestwo, cesarze rzymscy narodu niemieckiego, niektórzy książęta niemieccy i królowie Francji, wyprawy krzyżowe), doprowadzając historię do czasów papieża Juliusza III (1551).
Dzieło Bielskiego nawiązywało do tradycji kronikarstwa średniowiecznego. Ambicją kroniki było przedstawienie całych dziejów ludzkości jako ciągu zdarzeń od powstania świata aż do czasów współczesnych. Powstał utwór niejednorodny stylistycznie. Łączył tendencje do wiernego przedstawiania zdarzeń historycznych i do ich beletryzacji Obok ważnych faktów historycznych umieszczone były szczegółowe informacje, np. o rozmiarze ogromnej ryby wyrzuconej na brzeg w Holandii. W ramach kroniki znalazły się fragmenty noszące cechy różnych gatunków, np. dłuższa narracja o Skanderbegu, bohaterze narodowym Albanii, historie święte, apokryficzne i mitologiczne, legendy, przypowieści, bajki ezopowe, anegdoty, facecje, biografie. W kronice ujawniły się też osobiste poglądy Bielskiego: sympatia do reformacji i niechęć do kościoła rzymskiego (przytacza m.in. legendę o papieżycy Joannie).